# Триумф Времени и Правды
«Триумф Времени и Разочарования» (итал. Il trionfo del tempo e del disinganno), в более поздней редакции — «Триумф Времени и Правды» (итал. Il trionfo del tempo e della verita) — первая оратория немецкого композитора эпохи барокко Георга Фридриха Генделя, написанная им в Италии в 1707 году. Гендель написал ораторию для своих римских покровителей, либретто к ней сочинил кардинал Бенедетто Памфили. Первая постановка не имела успеха, так как на неё не было выделено достаточно средств.
На протяжении 50 лет своей карьеры Гендель издал три редакции оратории. Первая редакция (HWV 46а) — это оригинальная оратория, сочинённая композитором в Риме, вторая (HWV 46b) — переработанный и частично переведённый на английский вариант 1737 года, написанный композитором уже в Лондоне (премьера состоялась 23 марта 1737 года), третья (HWV 71) — полностью переведённая на английский, поставлена в марте 1757 года.